# 路易斯·埃斯科瓦爾
路易斯·埃斯科瓦爾（西班牙語：Luis Escobar，1996年5月30日—），為哥倫比亞棒球選手，守備位置為投手，曾效力於美國職棒匹茲堡海盜隊及中華職棒富邦悍將隊，中文登錄名為「艾思凱」。
2022年5月23日因個人因素離隊，並未在中華職棒有一軍出賽紀錄。

## 經歷
- 美國職棒匹茲堡海盜（小聯盟－大聯盟，2013年－2020年）
- 委內瑞拉聯盟Aguilas del Zulia（2018年）
- 哥倫比亞職棒聯盟Toros de Sincelejo（2019年－2020年）
- 哥倫比亞職棒聯盟Caimanes de Barranquilla（2020年－）
- 墨西哥棒球聯盟Olmecas de Tabasco（2021年）
- 墨西哥太平洋聯盟Yaquis de Obregon（2021年10月－2021年11月）
- 中華職棒富邦悍將（2022年）
- 墨西哥棒球聯盟Olmecas de Tabasco（2022年－2023年）
- 墨西哥棒球聯盟Acereros de Monclova（2024年－）

## 職棒生涯成績

### 美國職棒
| 年度 | 球隊       | 出賽 | 先發 | 勝投 | 敗投 | 中繼 | 救援 | 完投 | 完封 | 三振 | 四死 | 責失 | 投球局數 | 自責分率 | 被上壘率 |
| ---- | ---------- | ---- | ---- | ---- | ---- | ---- | ---- | ---- | ---- | ---- | ---- | ---- | -------- | -------- | -------- |
| 2021 | 匹茲堡海盜 | 4    | 0    | 0    | 0    | 0    | 0    | 0    | 0    | 2    | 4    | 5    | 5.2      | 7.94     | 2.47     |
| 合計 | 1年        | 4    | 0    | 0    | 0    | 0    | 0    | 0    | 0    | 2    | 4    | 5    | 5.2      | 7.94     | 2.47     |

## 外部連結
- 路易斯·埃斯科瓦爾在台灣棒球維基館上的頁面（繁體中文）
- 路易斯·埃斯科瓦爾在美國職棒（英语）
- 路易斯·埃斯科瓦爾在Baseball-Reference.com（大聯盟）（英语）
- 路易斯·埃斯科瓦爾在Baseball-Reference.com（小聯盟以及海外聯盟）（英语）
- 路易斯·埃斯科瓦爾在ESPN（MLB）（英语）
- 路易斯·埃斯科瓦爾在FanGraphs.com（英语）
- 路易斯·埃斯科瓦爾在The Baseball Cube（英语）